# Jekyll & Hyde (Musical)
Jekyll & Hyde ist ein Musical von Frank Wildhorn (Musik) und Leslie Bricusse (Buch und Texte). Es basiert auf dem Roman Der seltsame Fall des Dr. Jekyll und Mr. Hyde (Originaltitel: The Strange Case of Dr. Jekyll and Mr. Hyde) von Robert Louis Stevenson.
Die Uraufführung fand am 24. Mai 1990 im Alley Theatre Houston, Texas, die Broadwaypremiere am 28. April 1997 im Plymouth Theater in New York statt. Die deutschsprachige Erstaufführung (produziert von Lutz Jarosch und Frank Alva Buecheler) gab es am 19. Februar 1999 in der Inszenierung von Dietrich Hilsdorf und unter der musikalischen Leitung von Koen Schoots im Musical Theater Bremen.

## Inhalt
Der Wissenschaftler Dr. Henry Jekyll ist fest davon überzeugt, ein Mittel erfunden zu haben, das es ermöglicht, das Böse vom Guten im Menschen zu trennen. Allerdings untersagt der Vorstand des Krankenhauses den Versuch an einem Patienten. Henry Jekyll wird von der Gesellschaft verspottet, nur sein Freund und Anwalt John Utterson und seine Verlobte Lisa Carew halten fest zu ihm. Schließlich entscheidet Jekyll sich für einen Selbstversuch mit fatalen Folgen. Er verwandelt sich in die dunkle Gestalt Edward Hyde, welcher fortan mordend durch die Straßen Londons zieht. Jekyll versucht den Wahnsinn aufzuhalten, doch Hyde, der seine gefährlichen Spielchen mit der Prostituierten Lucy führt, wehrt sich. Lisa ist besorgt um ihren Verlobten und versucht, ihn zur Besinnung zu bringen. Lucy hat sich inzwischen hoffnungslos in Jekyll verliebt, sie habe in ihm alle die guten Eigenschaften gefunden, die sie sich für sich selbst auch wünschte. Jekyll lässt Lucy über John einen Brief mit Geld zukommen und der Aufforderung, die Stadt sofort zu verlassen. Er sagt John, dass Hyde sie sonst töten würde. Als Lucy sich dazu durchgerungen hat, woanders ein neues Leben anzufangen und mit ihrem Koffer abreisen will, taucht Hyde auf und beteuert ihr, dass er sie liebt. Lucy hat Mitleid mit Hyde und kommt ihm näher, woraufhin Hyde ihr die Schlinge eines Seils um den Kopf wirft und sie erhängt. In der furiosen Schlussszene – alle stehen auf der Bühne, eigentlich sollte es die Hochzeit von Lisa und Jekyll werden – kann sich dieser nicht mehr gegen den Mr. Hyde in ihm durchsetzen und bittet John mit letzter Kraft als Henry Jekyll, ihn zu erlösen, indem er ihn erschießt. John beteuert, dass er dies nicht kann, worauf Jekyll sich endgültig in Hyde verwandelt, John auslacht und ihn anfallen will. John wehrt sich, und mit zwei Schüssen wird Hyde tödlich verwundet. Lisa und der sterbende Jekyll singen ein abschließendes Duett, in dem sie sich noch einmal gegenseitig ihre Liebe beteuern.

## Songs
| Die Songliste ist eine Art „Standardbeispiel“; sie kann je nach Inszenierung variieren. | |
| 1. Akt - Prolog (instrumental) - „Fern und im Dunkeln“ (Henry Jekyll) - „Fassade“ (Ensemble) - „Jekylls Gesuch“ (Henry Jekyll, Mr. Simon Stride, Gremium) - „Suche nach Wahrheit“ (Henry Jekyll, John Utterson) - „Fassade (Reprise#1)“ (Ensemble) - „Lisas Gründe“ (Simon Stride, Lisa Carew) - „Nimm mich wie Ich bin“ (Henry Jekyll, Lisa Carew) - „Lass es Los“ (Sir Danvers Carew, Lisa Carew) - „Fassade (Reprise#2)“ (Ensemble) - „Schafft die Männer ran“ (Lucy Harris und Ensemble) - „Dies ist die Stunde“ (Henry Jekyll) - „Die Verwandlung“ (Henry Jekyll, Edward Hyde) - „So Lebendig“ (Edward Hyde) - „Sein Lebenswerk“ (John Utterson, Henry Jekyll, Lisa Carew, Sir Danvers Carew) - „Freundlichkeit, Zärtlichkeit“ (Lucy Harris) - „Jemand wie Du“ (Lucy Harris) - „So Lebendig (Reprise)“ (Edward Hyde) | 2. Akt - „Mörder, Mörder“ (Ensemble) - „Da war einst ein Traum“ (Lisa Carew) - „Taumel der Verzweiflung“ (Henry Jekyll) - „Nur sein Blick“ (Lucy Harris, Lisa Carew) - „Gefährliches Spiel“ (Lucy Harris, Edward Hyde) - „Fassade (Reprise#3)“ (Spider und Ensemble) - „Angst“ (Henry Jekyll) - „Ein neues Leben“ (Lucy Harris) - „Freundlichkeit, Zärtlichkeit (Reprise)“ (Edward Hyde) - „Mädchen der Nacht“ (Ensemble) - „Konfrontation“ (Henry Jekyll, Edward Hyde) - „Fassade (Reprise#4)“ (Ensemble) - „Die Hochzeit“ (Lisa Carew, Henry Jekyll, Simon Stride, John Utterson) - „Finale“ (Lisa Carew) |

## Deutschsprachige Produktionen
| Jahr | Spielort                                       | Besetzung | Spielbetrieb                 |
| ---- | ---------------------------------------------- | --- | ---------------------------- |
| 1999 | Musicaltheater Bremen                          | Dr. Henry Jekyll / Edward Hyde: Ethan Freeman, Darius Merstein-MacLeod, Steve Barton Lucy Harris: Lyn Liechty Lisa Carew Susanne Dengler                                                  |                              |
| 2000 | Musicaltheater Bremen                          | Dr. Henry Jekyll / Edward Hyde: Ethan Freeman, Darius Merstein-MacLeod Lucy Harris: Michaela Kovarikova Lisa Carew: Nicole Seeger, Michaela Kovarikova                                    |                              |
| 2001 | Theater an der Wien                            | Dr. Henry Jekyll / Edward Hyde: Thomas Borchert, Darius Merstein-MacLeod Lucy Harris: Eva Maria Marold Lisa Carew: Maya Hakvoort                                                          |                              |
| 2003 | Musical Dome Köln                              | Dr. Henry Jekyll / Edward Hyde: Yngve Gasoy Romdal, Darius Merstein-MacLeod und Drew Sarich Lucy Harris: Anna Montanaro, Michaela Kovarikova und Lucy Diakovska Lisa Carew: Nicole Seeger |                              |
| 2005 | Felsenbühne Staatz                             | Dr. Henry Jekyll / Edward Hyde: Werner Auer Lucy Harris: Brigitte Treipl Lisa Carew Elisabeth Sikora                                                                                      |                              |
| 2007 | Oper Chemnitz                                  | Dr. Henry Jekyll / Edward Hyde: Randy Diamond/Chris Goetten Lucy Harris: Maricel Lisa Carew: Nadine Hammer/Muriel Wenger                                                                  |                              |
| 2007 | Theater Bielefeld                              | Dr. Henry Jekyll / Edward Hyde: Veit Schaefermeier Lucy Harris: Roberta Valentini Lisa Carew: Cornelie Isenbürger                                                                         |                              |
| 2007 | Saarländisches Staatstheater                   | Dr. Henry Jekyll / Edward Hyde: Mischa Mang Lucy Harris: Sanni Luis Lisa Carew: Bettina Mönch und Elisabeth Wiles                                                                         |                              |
| 2007 | Vereinigte Bühnen Bozen                        | Dr. Henry Jekyll / Edward Hyde: Henrik Wager und Alexander di Capri Lucy Harris: Sigalit Feig Lisa Carew Beatrix Reiterer                                                                 |                              |
| 2007 | Freilichtspiele Tecklenburg                    | Dr. Henry Jekyll / Edward Hyde: Patrick Stanke Lucy Harris: Simone Geyer Lisa Carew: Karin Seyfried                                                                                       |                              |
| 2008 | Staatsoperette Dresden                         | Dr. Henry Jekyll / Edward Hyde: Chris Murray und Marcus Günzel Lucy Harris: Susanna Panzner und Femke Soetenga Lisa Carew: Gabriele Rösel und Ilonka Vöckel inzwischen Corinna Ellwanger  |                              |
| 2008 | Stadttheater Bremerhaven                       | Dr. Henry Jekyll / Edward Hyde: Hans Neblung Lucy Harris: Anna Thoren Lisa Carew: Karolina Pasierbska                                                                                     |                              |
| 2008 | Bad Hersfelder Festspiele                      | Dr. Henry Jekyll / Edward Hyde: Jan Ammann Lucy Harris: Maaike Schuurmans Lisa Carew: Annemieke van Dam                                                                                   |                              |
| 2008 | Burgfestspiele Bad Vilbel                      | Dr. Henry Jekyll / Edward Hyde: Alexander di Capri Lucy Harris: Anne Hoth Lisa Carew: Eva Gullvåg Aasgaard                                                                                |                              |
| 2009 | Landestheater Coburg                           | Dr. Henry Jekyll / Edward Hyde: Randy Diamond Lucy Harris: Ulrike Barz Lisa Carew: Katrin Dieckelt                                                                                        |                              |
| 2009 | Theater Magdeburg                              | Dr. Henry Jekyll / Edward Hyde: Yngve Gasoy Romdal Lucy Harris: Katharine Mehrling Lisa Carew: Tamara Weimerich, Leah Delos Santos (ab Oktober 2009)                                      |                              |
| 2009 | Theater Lübeck                                 | Dr. Henry Jekyll / Edward Hyde: Thomas Christ Lucy Harris: Vasiliki Roussi Lisa Carew: Anna Baxter / Sonja Freitag                                                                        |                              |
| 2010 | Theater Nordhausen/Loh-Orchester Sondershausen | Dr. Henry Jekyll / Edward Hyde: Daniel Eriksson Lucy Harris: Femke Soetenga Lisa Carew: Corinna Ellwanger                                                                                 |                              |
| 2010 | Staatstheater Cottbus                          | Dr. Henry Jekyll / Edward Hyde: Hardy Brachmann und Heiko Walter Lucy Harris: Camilla Kallfaß Lisa Carew: Gesine Forberger und Cornelia Zink                                              |                              |
| 2010 | Stadttheater Hagen                             | Dr. Henry Jekyll / Edward Hyde: Henrik Wager Lucy Harris: Maricel Lisa Carew: Tanja Schun                                                                                                 |                              |
| 2010 | Stadttheater Regensburg                        | Dr. Henry Jekyll / Edward Hyde: Randy Diamond Lucy Harris: Astrid Vosberg Lisa Carew: Gesche Geier                                                                                        |                              |
| 2010 | Musikalische Komödie Leipzig                   | Dr. Henry Jekyll / Edward Hyde: Marc Clear Lucy Harris: Marysol Ximénez-Carillo Lisa Carew: Corinna Ellwanger                                                                             |                              |
| 2010 | Theater Pforzheim                              | Dr. Henry Jekyll / Edward Hyde: Kai Hüsgen Lucy Harris: Lilian Huynen Lisa Carew: Eva Gullvåg Aasgaard                                                                                    |                              |
| 2010 | Stadttheater Fürth                             | Dr. Henry Jekyll / Edward Hyde: Yngve Gasoy Romdal Lucy Harris: Sabrina Weckerlin Lisa Carew: Lea Delos Santos                                                                            |                              |
| 2011 | Theater Flensburg                              | Dr. Henry Jekyll / Edward Hyde: Ansgar Hüning Lucy Harris: Sarah Schütz Lisa Carew: Brigitte Bayer                                                                                        |                              |
| 2011 | Musikalische Komödie Leipzig                   | Dr. Henry Jekyll / Edward Hyde: Marc Clear Lucy Harris: Marysol Ximénez-Carillo Lisa Carew: Silke Braas                                                                                   |                              |
| 2014 | Tiroler Landestheater Innsbruck                | Dr. Henry Jekyll / Edward Hyde: Randy Diamond Lucy Harris: Julia Gámez Martin Lisa Carew: Susanne Langbein                                                                                |                              |
| 2014 | Staatstheater Kassel                           | Dr. Henry Jekyll / Edward Hyde: David Arnsperger Lucy Harris: Susan Rigvava-Dumas Lisa Carew: Julia Klotz                                                                                 |                              |
| 2014 | Theater & Philharmonie Thüringen               | Dr. Henry Jekyll / Edward Hyde: Randy Diamond Lucy Harris: Eve Rades Lisa Carew: Claudia Müller                                                                                           |                              |
| 2015 | Theater Osnabrück                              | Dr. Henry Jekyll / Edward Hyde: Jan Friedrich Eggers Lucy Harris: Dorothea Maria Müller Lisa Carew: Joyce Diedrich                                                                        |                              |
| 2016 | Mainfranken Theater Würzburg                   | Dr. Henry Jekyll / Edward Hyde: Armin Kahl Lucy Harris: Barbara Schöller Lisa Carew: Anja Gutgesell                                                                                       |                              |
| 2016 | Schlossfestspiele Zwingenberg                  | Dr. Henry Jekyll / Edward Hyde: Drew Sarich Lucy Harris: Ann Mandrella Lisa Carew: Jana Marie Gropp                                                                                       |                              |
| 2016 | Bühne Baden                                    | Dr. Henry Jekyll / Edward Hyde: Darius Merstein-MacLeod Lucy Harris: Dorina Garuci Lisa Carew: Iréna Flury                                                                                |                              |
| 2017 | Theater am Hagen, Straubing                    | Jekyll: Tobias Schwarz / Hyde: Ben Gröschl Lucy Harris: Edina Bräu Lisa Carew: Kathrin Kattinger                                                                                          |                              |
| 2017 | Musikalische Komödie Leipzig                   | Dr. Henry Jekyll / Edward Hyde: Marc Clear Lucy Harris: Julia Lißel Lisa Carew: Lucy Scherer                                                                                              |                              |
| 2018 | Mittelsächsisches Theater                      | Dr. Henry Jekyll / Edward Hyde: Alexander Donesch Lucy Harris: Susanne Engelhardt Lisa Carew: Anna Werle                                                                                  |                              |
| 2018 | Waggonhalle Kulturzentrum Marburg              | Dr. Henry Jekyll / Edward Hyde: Sören Flimm und Henrik Stolte Lucy Harris: Anna Prokop und Svenja Göbel Lisa Carew: Verena Schmitz und Lisa Hofstetter                                    |                              |
| 2018 | Mecklenburgisches Staatstheater Schwerin       | Dr. Henry Jekyll / Edward Hyde: Marc Clear Lucy Harris: Femke Soetenga und Eve Rades Lisa Carew: Marie-Therese Anselm                                                                     |                              |
| 2019 | Theater Dortmund                               | Dr. Henry Jekyll / Edward Hyde: David Jakobs Lucy Harris: Bettina Mönch Lisa Carew: Milica Jovanović                                                                                      |                              |
| 2023 | Staatstheater Darmstadt                        | Dr. Henry Jekyll / Edward Hyde: Alexander Klaws Lucy Harris: Nadja Scheiwiller und Stefanie Köhm Lisa Carew: Barbara Obermeier und Milica Jovanović                                       | Repertoire: 20 Vorstellungen |
| 2024 | Staatstheater Meiningen                        | Dr. Henry Jekyll / Edward Hyde: Florian Minnerop / Benjamin Sommerfeld Lucy Harris: Anna Langner Lisa Carew: Sara-Maria Saalmann / Monika Reinhard                                        | Repertoire: 10 Vorstellungen |
| 2025 | Felsenbühne Staatz                             | Dr. Henry Jekyll / Edward Hyde: Florian Fetterle Lucy Harris: Anna Burger Lisa Carew: Steffi Regner                                                                                       | 15 Vorstellungen             |

## Veröffentlichungen
- 1994 Studioalbum mit 36 Liedern zur Inszenierung in Houston, Texas, USA
- 1997 Castalbum Broadway vom Plymouth Theater, New York
- 1999 Deutsches Cast-Album zur deutschen Erstaufführung in Bremen „Die Höhepunkte – Deutsche Originalaufnahme“
- 2002 Deutsches Cast-Album "Highlights der Wiener Fassung"
- 2004 DVD der Broadway-Produktion (mit David Hasselhoff)[5]
- 2005 Castalbum Staatz
- 2006 Studioalbum zur Konzert-Tournee als Drei-Personen-Stück
- 2012 Studioalbum zur US-Tour 2013